# Lychas
Genre
Synonymes
- Pilumnus C. L. Koch, 1837 nec Leach, 1815
- Archisometrus Kraepelin, 1891
- Alterotrichus Tikader & Bastawade, 1983
- Distotrichus Tikader & Bastawade, 1983
- Endotrichus Tikader & Bastawade, 1983
- Repucha Fet, 1997

Lychas est un genre de scorpions de la famille des Buthidae.

## Distribution
Les espèces de ce genre se rencontrent en Afrique, en Asie et en Océanie.

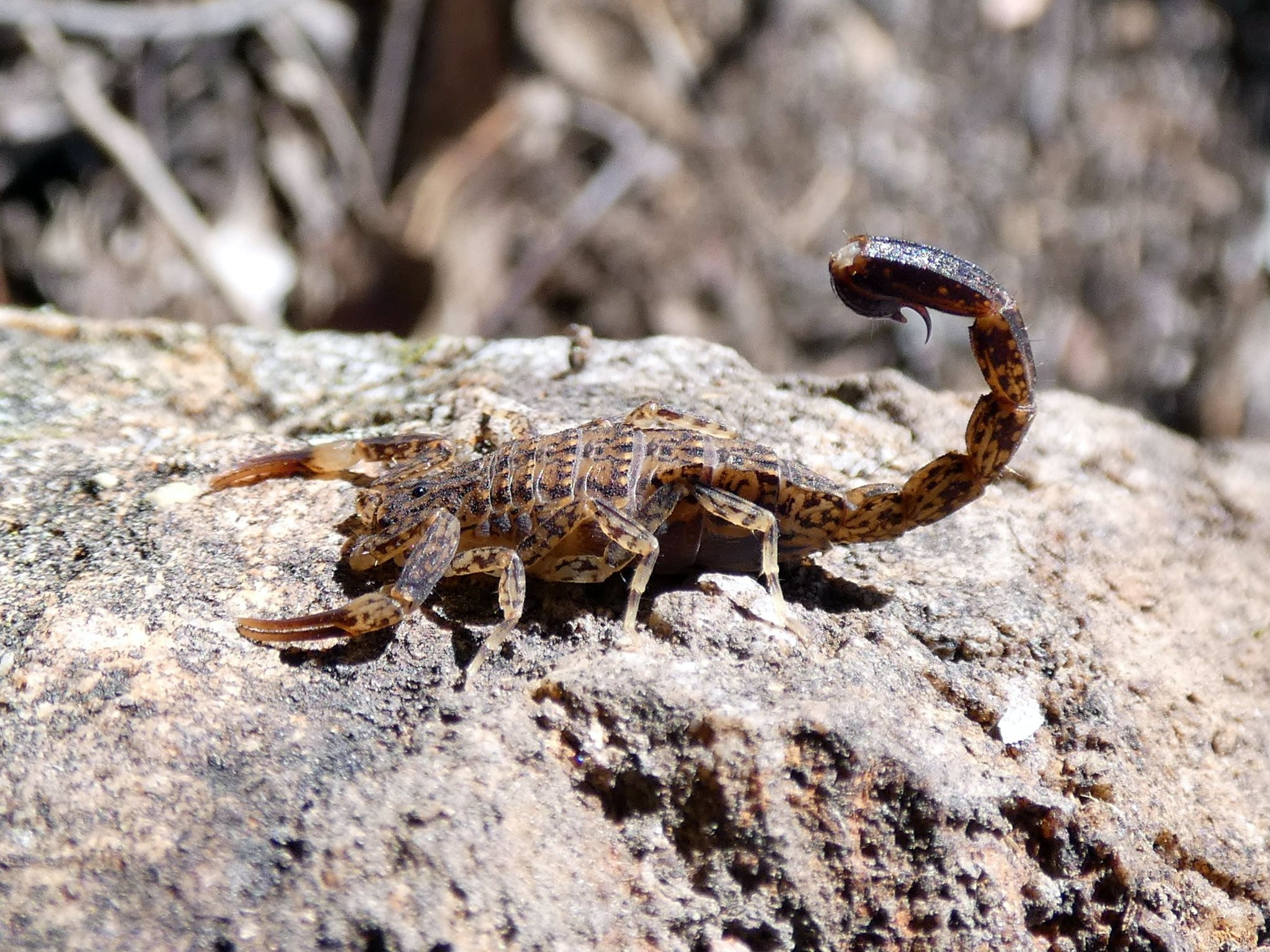
Lychas marmoreus

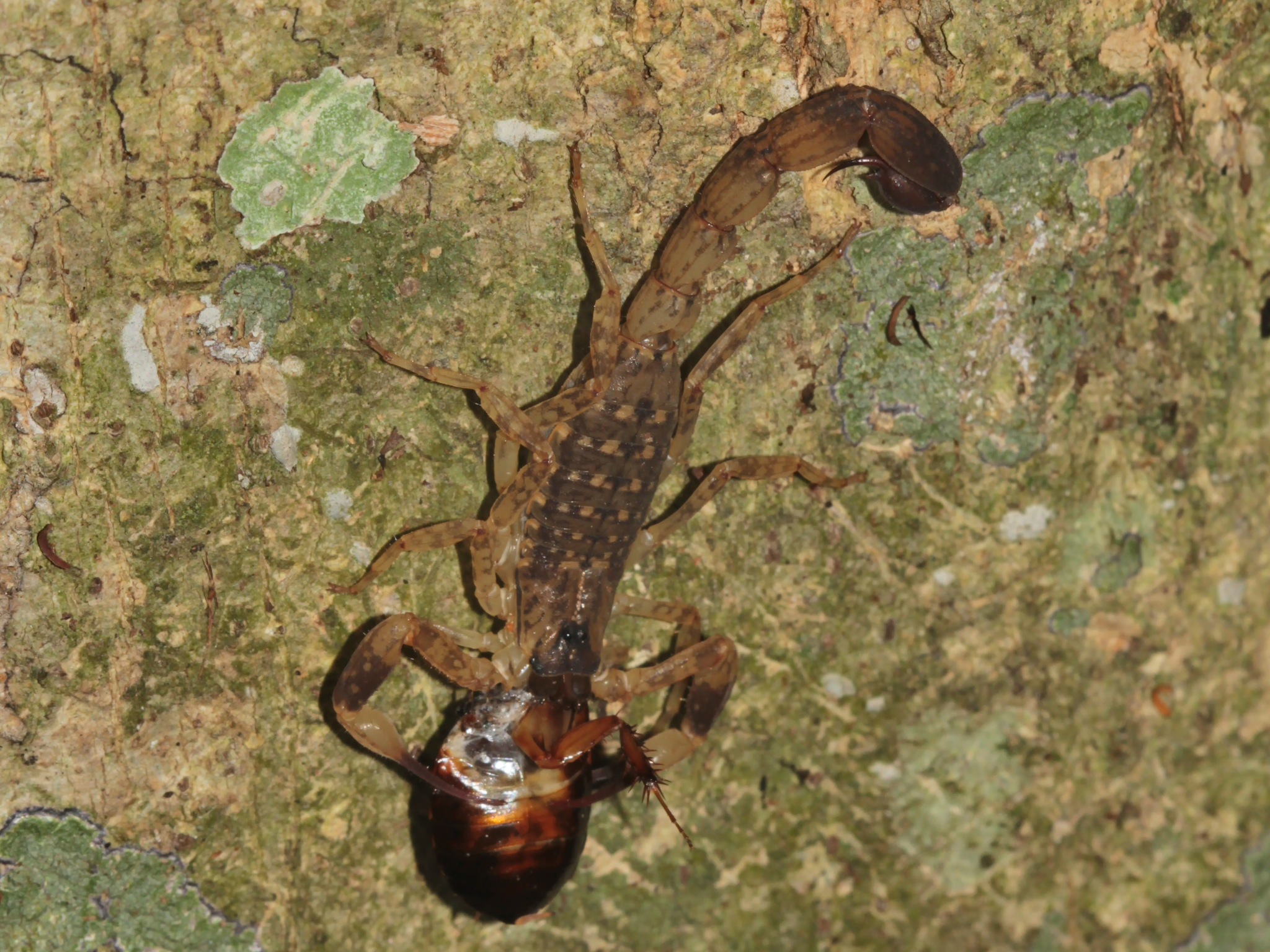
Lychas mucronatus

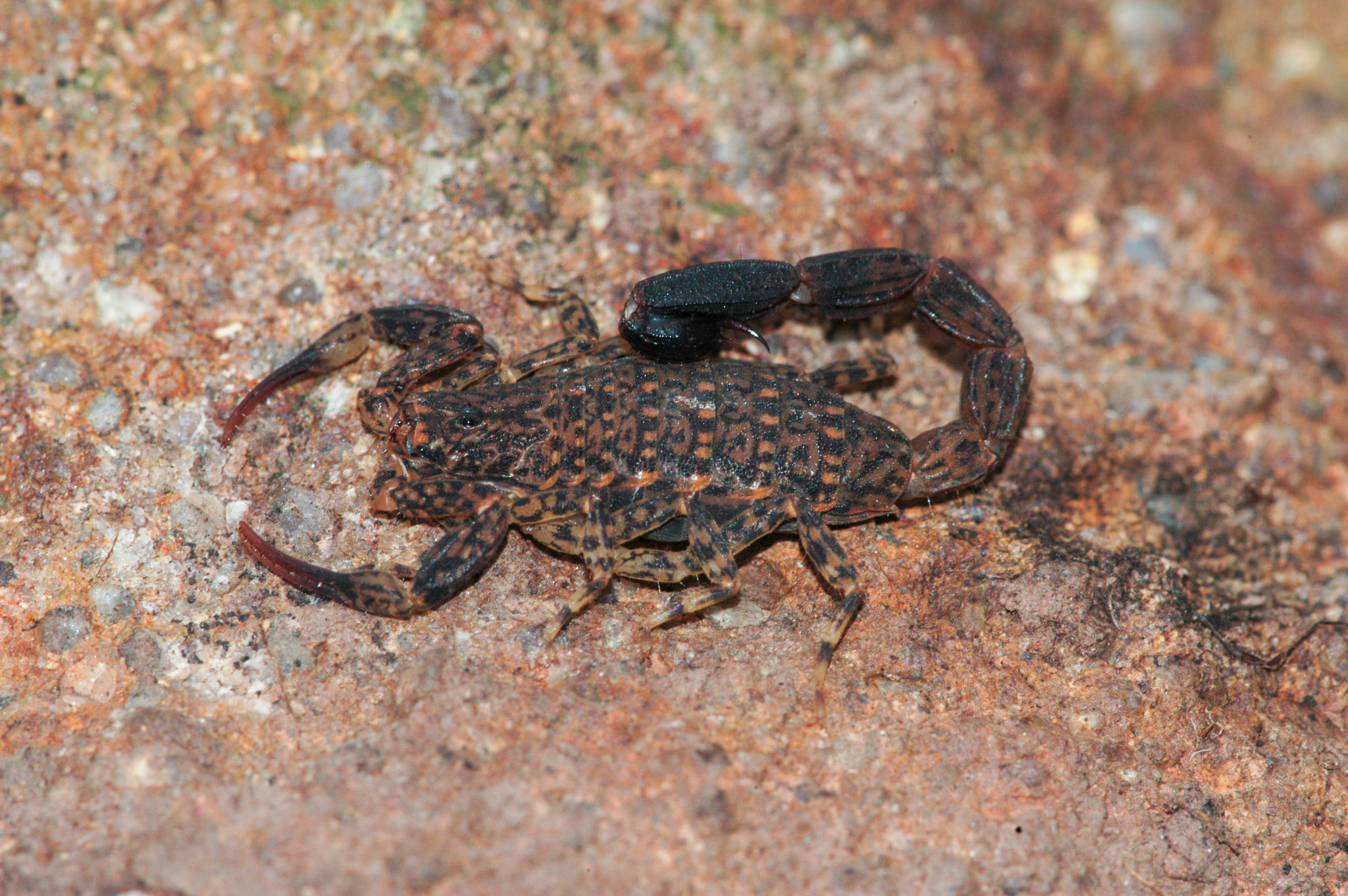
Lychas variatus

## Liste des espèces
Selon The Scorpion Files (11/01/2023) :
- Lychas aberlenci Lourenço, 2013
- Lychas armasi Kovařík, 2013
- Lychas armillatus (Gervais, 1841)
- Lychas asper (Pocock, 1891)
- Lychas biharensis Tikader & Bastawade, 1983
- Lychas brehieri Lourenço, 2017
- Lychas buchari Kovařík, 1997
- Lychas cernickai Kovařík, 2013
- Lychas chanthaburiensis Ythier & Lourenço, 2022
- Lychas flavimanus (Thorell, 1888)
- Lychas gravelyi Henderson, 1913
- Lychas hendersoni (Pocock, 1897)
- Lychas hillyardi Kovařík, 1997
- Lychas inexpectatus Lourenço, 2011
- Lychas jakli Kovařík, 2023
- Lychas kamshetensis Tikader & Bastawade, 1983
- Lychas kharpadi Bastawade, 1986
- Lychas krali Kovařík, 1995
- Lychas lourencoi Kovařík, 1997
- Lychas marmoreus (C. L. Koch, 1844)
- Lychas mjobergi Kraepelin, 1916
- Lychas mucronatus (Fabricius, 1798)
- Lychas nigristernis (Pocock, 1899)
- Lychas obsti Kraepelin, 1913
- Lychas perfidus (Keyserling, 1885)
- Lychas rackae Kovařík, 1997
- Lychas rugosus (Pocock, 1897)
- Lychas santoensis Lourenço, 2009
- Lychas scaber (Pocock, 1893)
- Lychas scutilus C. L. Koch, 1845
- Lychas serratus (Pocock, 1891)
- Lychas shelfordi (Borelli, 1904)
- Lychas variatus (Thorell, 1876)

## Systématique et taxinomie
Ce genre a été décrit par C. L. Koch en 1845.
Pilumnus C. L. Koch, 1837, préoccupé par Pilumnus, Leach, 1815, remplacé par Repucha par Fet en 1997, a été placé en synonymie par C. L. Koch en 1850.
Archisometrus a été placé en synonymie par Pocock en 1900.
Alterotrichus et Distotrichus ont été placés en synonymie par Vachon en 1986.
Endotrichus a été placé en synonymie par Fet en 1997.

## Publication originale
- C. L. Koch, 1845 : Die Arachniden. Nuremberg, C.H. Zeh’sche Buchhandlung, vol. 12, p. 1–166 (texte intégral).